# Schwedenplatz

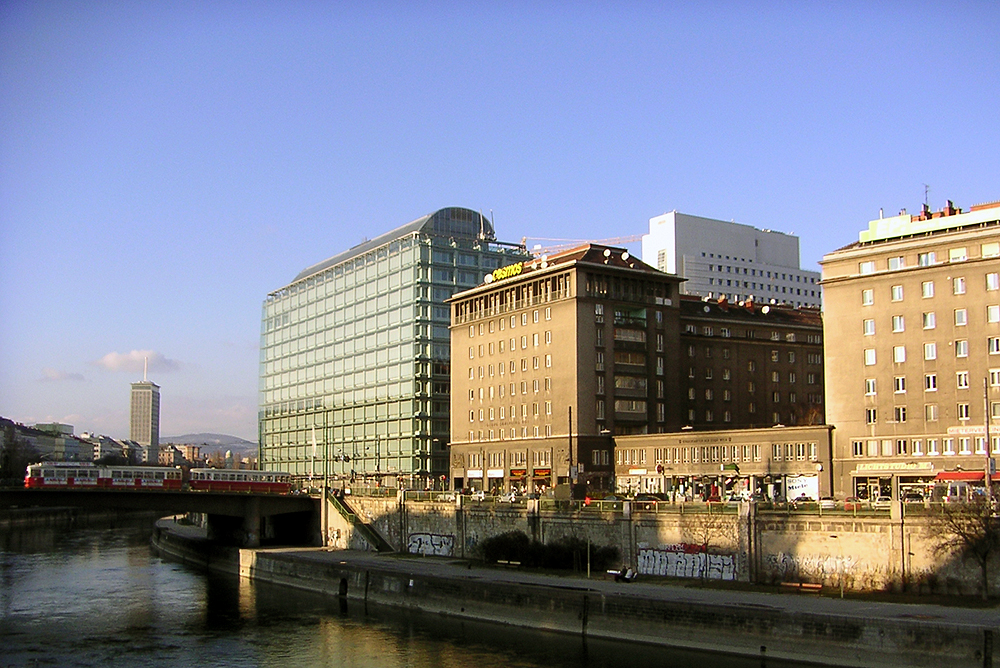
Donaukanal gesehen vom Schwedenplatz aus

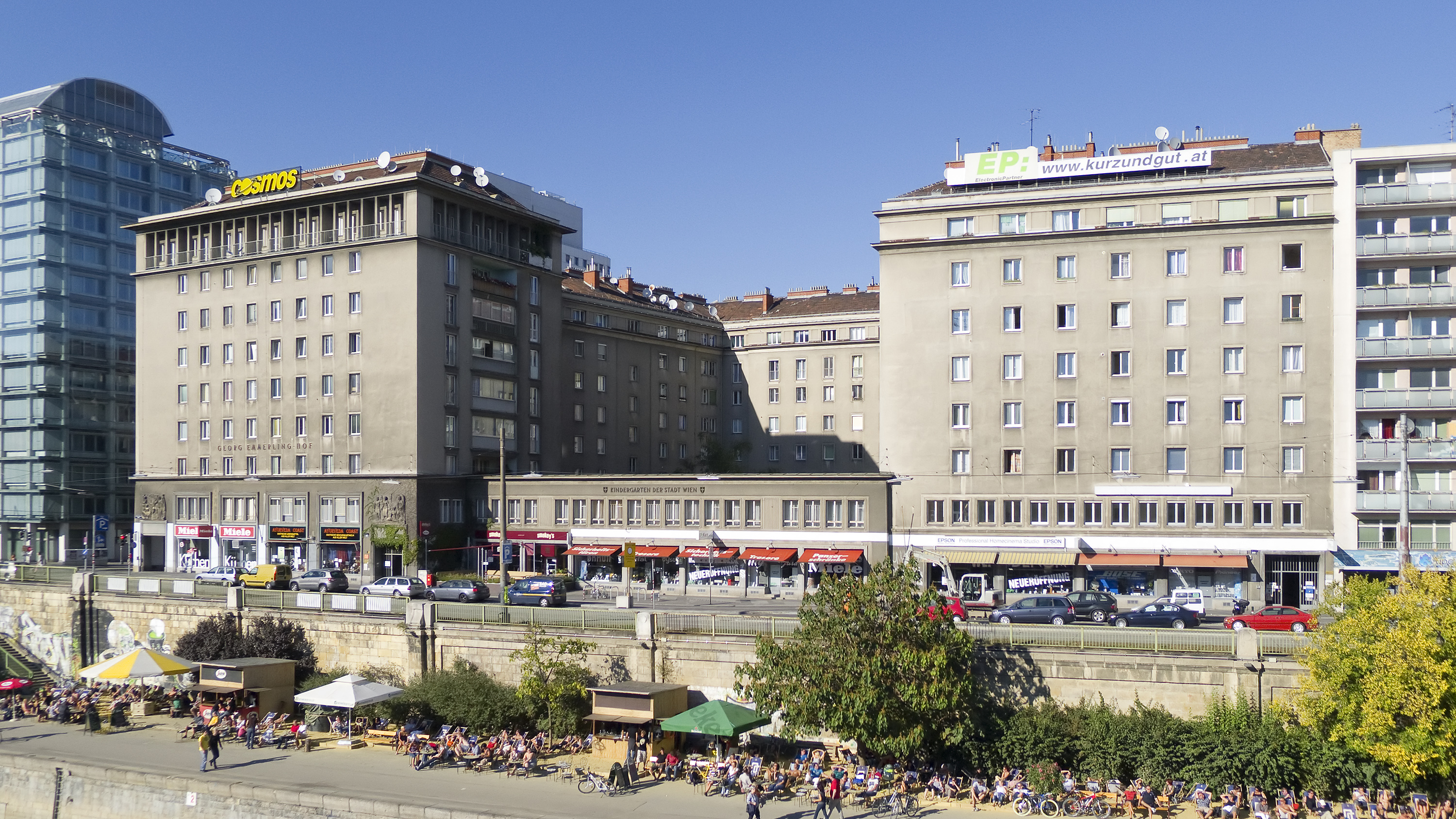
Stadtbild, vom Schwedenplatz aus gesehen

Der Schwedenplatz befindet sich im 1. Wiener Gemeindebezirk, Innere Stadt, am rechten Ufer des Donaukanals und ist einer der wichtigsten Knotenpunkte des öffentlichen Verkehrs in Wien. Er stellt eine Erweiterung des hier verlaufenden Franz-Josefs-Kais dar. Schwedenbrücke und Schwedenplatz erhielten ihre heutigen Namen im November 1919 durch Beschluss des Stadtrates unter dem Vorsitz von Bürgermeister Jakob Reumann zum Dank für die Hilfe Schwedens nach dem Ersten Weltkrieg, die insbesondere den Kindern Wiens zugutekam.

## Geschichte

### Rotenturmtor, Brücke
Vom Mittelalter bis 1858 stand beim heutigen Schwedenplatz das Rotenturmtor der Stadtmauer Wiens, das direkten Zugang von Wien zum an die Stadt heranreichenden Donauarm (heute Donaukanal) ermöglichte. An der schmalsten Stelle des Donauarms, nahe der heutigen Schwedenbrücke, wurde die (schon Mitte des 15. Jh. genannte) Schlagbrücke über den Donauarm errichtet, lang die einzige Donaubrücke. Am anderen Ufer entwickelte sich auf der Donauinsel Unterer Werd die später Leopoldstadt genannte Vorstadt, seit 1850 der 2. Wiener Gemeindebezirk.
Die Schlagbrücke wurde ab 1819 durch den nach dem damaligen Kronprinzen Ferdinand benannten Neubau ersetzt.

### Platz am Kai
Nach dem Abriss des Rotenturmtors wurde bis 1860 entlang des Donaukanals der Franz-Josefs-Kai angelegt. Er erhielt bei der Brücke eine platzartige Erweiterung, die 1897 nach dem Vorgänger des regierenden Monarchen Kaiser-Ferdinands-Platz benannt wurde. Der damalige Umfang des Platzes ist bis heute an den wenigen Hausnummern des Platzes zu ersehen:  Nr. 1 war die Seitenfront des 1945 zerstörten Häuserblocks zwischen Adlergasse und Kai und ist heute nicht vorhanden, Nr. 2 ist das Eckhaus zum Laurenzerberg (in dem sich seit 1925 eine Apotheke befindet), auf Nr. 3 und 4 steht der nach 1945 errichtete Dr.-Alma-Motzko-Seitz-Hof, in dem sich unter anderem das Hotel Capricorno befindet, Nr. 5 ist die Seitenfront des Hauses Dominikanerbastei 21 (Ecke Postgasse).
Am Donaukanal fand 1945 im Zuge der Schlacht um Wien ein Artillerieduell statt, dem speziell um den Schwedenplatz viele Gebäude zum Opfer fielen. Der der heutigen Häuserfront zwischen Laurenzerberg und Rotenturmstraße, damals Adlergasse, vorgelagerte Häuserblock wurde so stark zerstört, dass der Wiederaufbau unterblieb. Die Fläche wurde gestalterisch in den heutigen Schwedenplatz einbezogen, unter anderem durch zwei Abgänge zur Station Schwedenplatz. Die altstadtseitigen Häuser der 1954 aus dem Straßenverzeichnis gestrichenen Adlergasse erhielten aber nicht die Adresse Schwedenplatz, sondern die Hausnummern 13 bis 23 des Franz-Josefs-Kais.

### Verkehrsgeschichte
Der Kai wurde seit 1869 von der Pferdetramway und wird seit 1898 von der elektrischen Straßenbahn befahren. Details zum historischen Straßenbahnverkehr auf Kai und Ring sind hier angeführt.

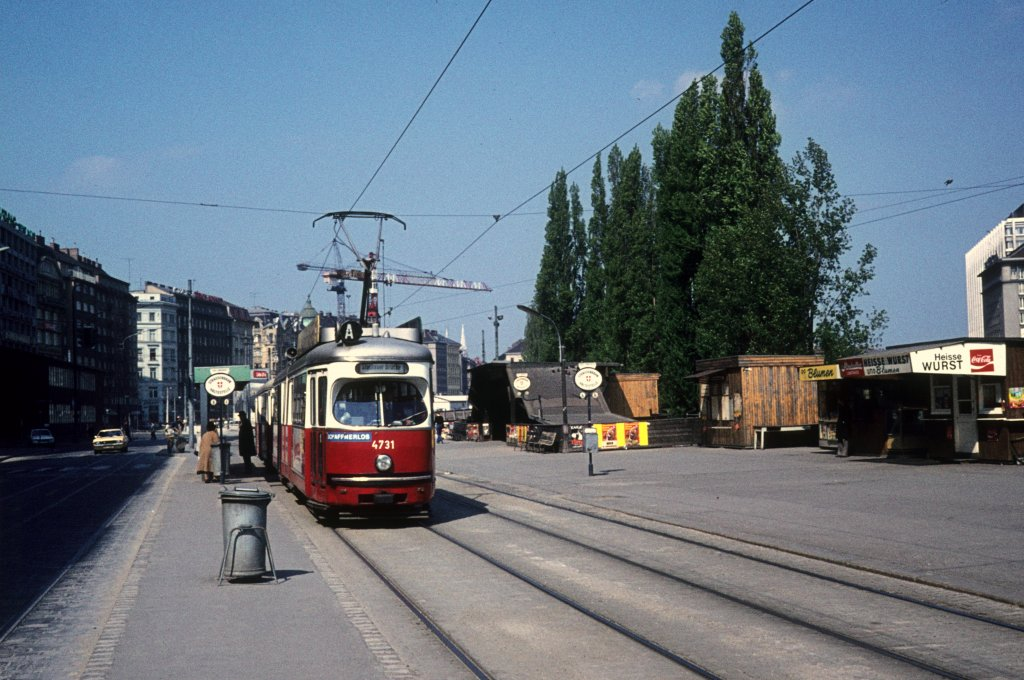
Schwedenplatz im Jahr 1976 mit der provisorischen Stadtbahnstation in Holzbauweise und vor der Umgestaltung zur U-Bahn.

1901 wurde beim Ferdinandsplatz eine Station der neuen Donaukanallinie der Wiener Dampfstadtbahn eröffnet, die 1925 von der Gemeinde Wien als Wiener Elektrische Stadtbahn erneut in Betrieb genommen wurde. Auf Straßenniveau befanden sich stromauf- und stromabwärts neben der Brücke zwei von Otto Wagner entworfene, pavillonartige Aufnahmsgebäude mit Seitenbahnsteigen.
Obwohl nach dem Ende des Zweiten Weltkriegs im Jahr 1945 beinahe unbeschädigt und in Betrieb, wurden sie, dem damaligen Zeitgeist entsprechend, abgebrochen und an selber Stelle durch moderne Zweckbauten der 1950er Jahre ersetzt. Spätestens im Jahr 1976 wurden auch diese im Zusammenhang mit dem Umbau der Donaukanallinie der Stadtbahn zur U-Bahn abgetragen und in Höhe des Richtungsbauwerks zur Landstraße durch ein provisorisches Zugangsbauwerk aus Holz und mit Mittelbahnsteig ersetzt.
1978 wurde die Platzoberfläche vollständig neu gestaltet und nunmehr auf der Häuserseite des Franz-Josefs-Kais als bisher letztes Verkehrsbauwerk des Schwedenplatzes die U-Bahn-Station der U4 errichtet. Am stromabwärtigen Ende des Mittelbahnsteigs, in Höhe des früheren provisorischen Stationszugangs in Holzbauweise, befindet sich seit dem Umbau ein Stiegenabgang über ein einfaches Glasbauwerk.
Seit 1979 wird die U4 von der tiefer verlaufenden Linie U1 gekreuzt, die mit dem Stationsbauwerk Schwedenplatz verbunden ist. Bis heute befinden sich die U4-Bahnsteige auf dem Niveau des Vorkais zum Donaukanal.

### Videoüberwachung
2005 wurden als Reaktion auf  Kleinkriminalität, insbesondere Drogenhandel und Beschaffungskriminalität, auf dem Schwedenplatz als erstem Ort in Wien mobil einsetzbare Videokameras der Bundespolizeidirektion Wien installiert. Die Videoüberwachung geriet im Dezember des gleichen Jahres in die Negativ-Schlagzeilen, als bekannt wurde, dass die Kameras nicht nur den Schwedenplatz, sondern auch die Fenster angrenzender Wohnungen im Blick hatten.

## Verkehrsknotenpunkt
Der Schwedenplatz ist heute wichtiger Verkehrsknotenpunkt am Rand der Altstadt. Neben den beiden U-Bahn-Linien U1 und U4 tragen die Straßenbahnlinien 1 und 2, die Citybuslinie 2A, eine Buslinie zum Flughafen Wien, eine Ein- und Aussteigstelle für Touristenautobusse, die vier- bis fünfspurige, als Einbahn Richtung Osten geführte Fahrbahn des Franz-Josefs-Kais und die 2010 eröffnete Schiffstation Wien City dazu bei. Von dieser aus verkehrt der so genannte Twin City Liner, ein Schnellkatamaran, dreimal täglich nach Bratislava. In den Schwedenplatz mündet die Rotenturmstraße, die diesen mit dem Stephansplatz verbindet. Am breiten Geh- und Radweg auf Straßenniveau entlang des rechten Donaukanalufers fließt Radverkehr zwischen den weiterführenden Radverkehrsübergängen.

## Diskussion um Umgestaltung seit 2011
Der zusammenhängende Platz begleitet auf etwa 300 m Länge rechtsseitig den Donaukanal, der vom Nordwesten kommt und in einer leichten Linkskurve zuletzt nach Ostsüdost fließt. Am rechten Pier läuft ein Gehweg, etwa 10 m höher liegt das Platzniveau mit anschließendem Gehsteig (Geh- und Radweg) und vielspuriger Fahrbahn des Franz-Josefs-Kais. Von dieser Fahrbahn treten die hohen Gebäude anfangs 70 m zurück. Im Nordwesten, im ersten Längensechstel, heißt der Platz Morzinplatz, danach Franz-Josefs-Kai und im Osten Schwedenplatz, wo er sich kontinuierlich auf 50 m (abseits der Kaifahrbahn) verjüngt.
Im Herbst 2011 wurde im Wien Museum eine Ausstellung über Geschichte und Entwicklungen des Gebiets Schwedenplatz-Morzinplatz gezeigt. Bis Herbst 2013 wurde das „Leitbild Zukunft Schwedenplatz“ erarbeitet. An der Oberfläche wurde mehr Erlebnisqualität für Fußgänger angestrebt.
Im Herbst 2015 wurde von der Stadtverwaltung ein Wettbewerb für Umgestaltungen gestartet. Verkehrliche Rahmenbedingungen waren
- vier Geradeausspuren am Franz-Josef-Kai
- Verschwenkung der Straßenbahngleise im Bereich Morzinplatz
- Ausbau der Fuß- und Radwege.

60 Projekte aus In- und Ausland wurden im Februar 2016 in einer Dialogbox und im Internet den Bürgern vorgestellt und Rückmeldungen eingeholt. 2300 Menschen haben persönlich Ideen deponiert, 700 via Internet.

## Sehenswürdigkeiten
Am Schwedenplatz befindet sich der beliebte und stark frequentierte Eissalon am Schwedenplatz. Unweit davon liegt die von 1970 bis 2006 von Herbert Lederer als Einmannbetrieb  geführte Kleinbühne Theater am Schwedenplatz, die 2014 von Alexander Waechter unter dem Namen Theater franzjosefskai21 wieder in Betrieb genommen wurde. Der Schwedenplatz ist auch ein Eckpunkt des Wiener Bermudadreiecks, einer in den frühen 1980er Jahren etablierten Zone mit zahlreichen Lokalen. In unmittelbarer Nähe befinden sich zudem die Ruprechtskirche, einer der ältesten Sakralbauten der Stadt, und die Urania, die eine Volkshochschule sowie ein Kino und die Urania Puppenbühne (Kasperl & Pezi) beherbergt. Das Uraniakino ist alljährlich einer der Veranstaltungsorte des Filmfestivals Viennale. Direkt gegenüber dem Schwedenplatz, bereits im 2. Bezirk und über die Schwedenbrücke erreichbar, stehen auf den Eckgrundstücken an der Taborstraße links der vom Architekten Hans Hollein geplante und 2001 fertiggestellte Media-Tower und rechts der im Dezember 2010 eröffnete Hotelturm von Jean Nouvel, der als „Sofitel Vienna Stephansdom“ betrieben wird.